# ژورنال پزشکی
ژورنال پزشکی یا مجلهٔ پزشکی یک ژورنال علمی داوری همتاست که اطلاعات پزشکی را به اطلاع پزشکان و سایر متخصصان سلامت می‌رساند. ژورنال‌هایی که بسیاری از تخصص‌های پزشکی را پوشش می‌دهند گاهی ژورنال‌های پزشکی عمومی نامیده می‌شوند.

## تاریخچه
اولین ژورنال‌های پزشکی، ژورنال‌های پزشکی عمومی بودند و در اواخر قرن هجدهم میلادی ایجاد شدند؛ ژورنال‌های پزشکی ویژهٔ تخصصی نخستین بار در اوایل قرن بیستم معرفی گردیدند. نخستین ژورنال پزشکی که در پادشاهی بریتانیا به چاپ رسید مقالات و مشاهدات پزشکی نام داشت که در ۱۷۳۱ تأسیس و در ادینبرا چاپ شد؛ و نخستین ژورنال پزشکی که در ایالات متحده چاپ شد گنجینهٔ پزشکی بود که در ۱۷۹۷ ایجاد گشت.

## انتقادات
ریچارد اسمیت، ویراستار سابق ژورنال پزشکی BMJ، بسیاری از جنبه‌های انتشار امروزی مجلات پزشکی را مورد نقد قرار داده‌است.